# 天山派
天山派（てんざんは）は、中国武術の1つ。中国の新疆ウイグル自治区に伝えられる武術である。天山派拳法とも呼ばれる。
名前の通り、新疆ウイグル自治区にある天山で紅雲によって創始された武術で、北派に属する。彼が少年のころに老僧に2日間土下座して武術を習っている。
この武術には秘密の歩法と二重に防御する攻撃といった独特の技があり、最初の防御が失敗し敵の攻撃を受けることができなくてももう一方の手で常に補うことができるようになっていて片手の一撃と多種の武器術を特徴としている。